# Antecedentes de la Guerra de Invierno

Estado geopolítico en el Norte de Europa en noviembre de 1939.
Países neutrales
Alemania
Zonas ocupadas por Alemania
Unión Soviética
Zonas ocupadas por la URSS
Países neutrales con bases militares soviéticas

Los antecedentes de la Guerra de Invierno abarcan al período anterior al estallido de la Guerra de Invierno entre Finlandia y la Unión Soviética en 1939-1940, extendiéndose desde la Declaración de independencia de Finlandia en 1917 hasta las negociaciones fino-soviéticas del periodo 1938-1939. Antes de su independencia, Finlandia era un Gran Ducado autónomo dentro del Imperio ruso. Durante la subsiguiente guerra civil finlandesa, la Guardia Roja, apoyada por los bolcheviques rusos, fue derrotada. Temerosos de las intenciones soviéticas, durante los años 1920 y 1930, los finlandeses estaban constantemente tratando de alinearse con la neutralidad escandinava, particularmente en lo respectivo a Suecia. Además, los finlandeses se involucraron en operaciones secretas militares con Estonia en los años 1930.
Si bien durante la década de 1920 y principios de 1930 las relaciones con la Unión Soviética se normalizaron hasta cierto punto, a partir de 1938, los soviéticos, ansiosos de que Finlandia fuera ser utilizada como un trampolín para la invasión, comenzaron negociaciones para firmar un acuerdo militar. Al mismo tiempo, el deseo del líder soviético Iósif Stalin de recuperar los territorios de la Rusia zarista perdidos durante el caos de la Revolución bolchevique y la guerra civil rusa hicieron de Finlandia un objetivo obvio. Debido a la naturaleza de las demandas soviéticas, que incluyeron el asentamiento de instalaciones militares soviéticas en territorio finlandés, las negociaciones fueron infructíferas.
En agosto de 1939, la Unión Soviética y la Alemania nazi firmaron el Pacto Ribbentrop-Mólotov, en el cual los países de Europa se dividieron en esferas de influencia; Finlandia pertenecía a la esfera soviética. En octubre de 1939, Stalin tomó el control de los Estados bálticos y volvió sus ojos en Finlandia, confiando en que el control se podría ganar sin mucho esfuerzo. La Unión Soviética demandó los territorios del istmo de Carelia, las islas del Golfo de Finlandia y una base militar cercana a la capital finlandesa Helsinki, demandas similares a las presentadas en años anteriores. Los finlandeses no aceptaron las demandas, en consecuencia, el Ejército Rojo atacó a Finlandia el 30 de noviembre de 1939. Simultáneamente, Stalin estableció un gobierno títere en el pequeño territorio finlandés ocupado, la República Democrática de Finlandia, liderada por el comunista finlandés Otto Kuusinen.

## Política finlandesa antes de la guerra

### Primeros pasos de la República

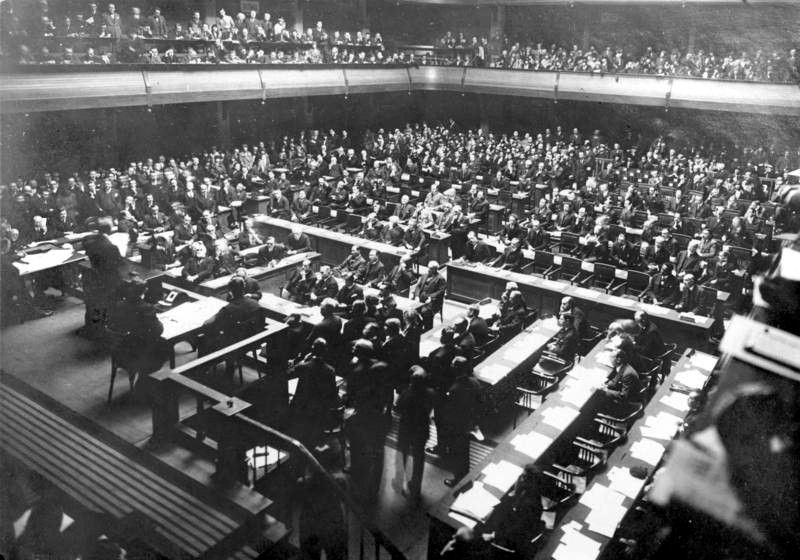
Una reunión de la Sociedad de Naciones en 1926.

Finlandia había sido la parte oriental del Reino de Suecia durante siglos. Durante las guerras napoleónicas, en 1809, el Imperio ruso conquistó Finlandia y la convirtió en un estado colchón autónomo parte del imperio y cuya función fue la de proteger la capital imperial, San Petersburgo. Finlandia gozó de amplia autonomía y tuvo su propio Senado hasta que en el siguiente siglo, Rusia comenzó los intentos de incorporar Finlandia como parte de una política general para el fortalecimiento del gobierno central y la unificación del imperio mediante la rusificación. Estos intentos acabaron con las relaciones entre ambos países e incrementaron el apoyo a los movimientos finlandeses que trataban de tener un autogobierno.
El estallido de la Primera Guerra Mundial dio a Finlandia una buena oportunidad para lograrlo. Los finlandeses buscaron la ayuda del Imperio alemán y de los bolcheviques y el 6 de diciembre de 1917, el Senado de Finlandia declaró la independencia de su país. El nuevo gobierno bolchevique ruso era débil y pronto estalló la guerra civil rusa. El líder bolchevique, Vladímir Lenin, no podía prescindir de ninguna tropa o atención, en consecuencia, la Rusia soviética reconoció el nuevo gobierno finlandés sólo tres semanas después de la declaración de independencia. En 1918, los finlandeses se enfrentaron en una breve guerra civil, donde los Guardias Rojos pro-bolcheviques contaban con entre 7000 y 10 000 tropas rusas estacionadas en Finlandia.
Después de la Primera Guerra Mundial, fue fundada la Sociedad de Naciones. Los objetivos de la Sociedad incluían la prevención de la guerra a través de la seguridad colectiva y la solución de controversias entre los países mediante la negociación y la diplomacia. Finlandia se unió a la Sociedad en 1920.
Entre 1920 y 1930, Finlandia fue políticamente diversa. El Partido Comunista de Finlandia fue declarado ilegal en 1931, el extremo derechista Movimiento Patriótico Popular (IKL) tuvo una representación menor de catorce escaños en un parlamento de 200. La posición intermedia, ocupada por conservadores, liberales, agrarios y minorías suecas, tendieron a agruparse con el Partido Socialdemócrata, cuyo líder, Väinö Tanner, fue un fuerte defensor del parlamentarismo. Para finales de 1930, la economía finlandesa, orientada a la exportación, creció. El país había casi resuelto su "problema extremo derechista" y ahora se estaba preparando para los Juegos Olímpicos de Verano de 1940.

### Relaciones Finlandia-Alemania

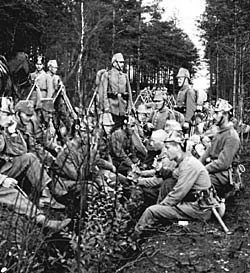
Tropas de jägers finlandeses durante la Primera Guerra Mundial.

Durante las etapas finales de la Primera Guerra Mundial, las tropas de jägers finlandeses entrenados por alemanes jugaron un papel importante en la guerra civil finlandesa, la División del Mar Báltico alemana también intervino al final de la guerra civil. Las tropas de jägers eran voluntarios de grupos influenciados por alemanes, así como estudiantes universitarios. Esta participación en la lucha por la independencia finlandesa creó vínculos estrechos con Alemania, tras la derrota alemana en la Primera Guerra Mundial, las relaciones escandinavas tomaron mayor importancia y se convirtieron en uno de los objetivos principales de la política exterior finlandesa.
Las relaciones entre Finlandia y Alemania se enfriaron luego de que el Partido Nazi llegara al poder en 1933, puesto que los finlandeses admiraban la Alemania Imperial, no la radical y antidemocrática Alemania nazi. Los conservadores finlandeses no aceptaron el terrorismo de Estado y las políticas antirreligión de los nazis. Sin embargo, había simpatía por los objetivos alemanes de revisar el Tratado de Versalles, a pesar de que la política oficial finlandesa era reservada, especialmente después de la ocupación alemana de Checoslovaquia. Finlandia incluso retiró a su embajador por un corto período. Los nazis finlandeses y los partidos ultranacionalistas como el IKL lograron un apoyo menor en varias elecciones, especialmente por las consecuencias de la rebelión de Mäntsälä en 1932.

### Cooperación Finlandia-Suecia
Después de la independencia de Finlandia en 1917 y de la guerra civil, los países escandinavos se convirtieron en los mejores candidatos para una alianza política. La cooperación sueco-finlandesa representaba una rica pauta de historia común en la cultura de ambas naciones, además de que los hablantes de sueco en Finlandia tenía un lenguaje en común con los suecos. Sin embargo, durante la guerra civil, Suecia ocupó brevemente las islas Åland y más tarde apoyó el movimiento local que deseaba la separación de las islas de Finlandia y la anexión de estas a Suecia. La disputa fue resuelta por la Sociedad de Naciones en 1921 y las Åland continuaron siendo finlandesas, sin embargo se les concedió autonomía. Otro obstáculo para una relación más estrecha fue la constante lucha idiomática sobre el idioma sueco en Finlandia. Suecia también se opuso a la resistencia de la clase alta a la rusificación. Como resultado, los jóvenes finlandeses recibieron su entrenamiento militar en Alemania, lo que generó el movimiento Jäger. Sin embargo, las relaciones entre Finlandia y Suecia mejoraron considerablemente antes de la Guerra de Invierno.
Finlandia solicitó garantías de seguridad de la Sociedad de las Naciones, pero no tenía muchas expectativas. Suecia fue uno de los miembros fundadores de la Sociedad y en consecuencia basó sus políticas militares en los principios de desarme y sanción de la Sociedad. A mediados de la década de 1920 los finlandeses crearon un comité de planificación especial, denominado Comité de Erich por su presidente Rafael Erich, conformado por altos políticos y funcionarios, con el objetivo de explorar una posible colaboración militar de Finlandia con otras naciones. El objetivo principal fue la cooperación con otros países escandinavos, entre los cuales Suecia era un importante socio potencial.
Los militares finlandeses y suecos participaron en una amplia cooperación, sin embargo se centraron más en el intercambio de información y la planificación de la defensa de las islas Åland que en ejercicios militares o equipamiento. El objetivo finlandés principal fue el de comprometerse con Suecia por medio de una operación conjunta militar y política en las Åland: si los suecos se comprometían a ayudar a Finlandia en la fortificación de las islas, podría asentarse un precedente importante y útil.

### Cooperación militar secreta con Estonia

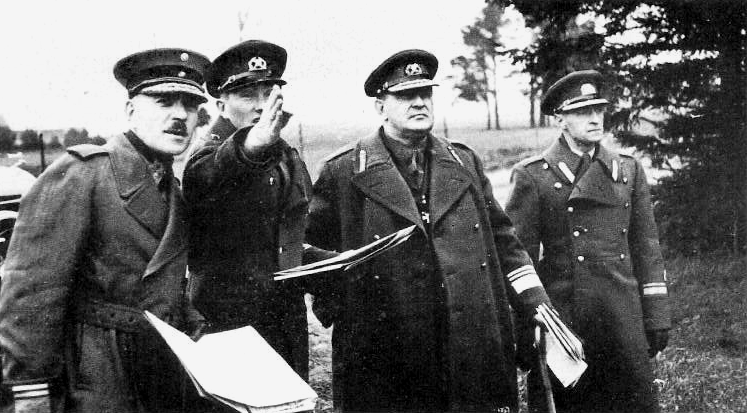
El general finlandés Karl Lennart Oesch (izquierda) y el general estonio Nikolai Reek (derecha) supervisan los ejercicios militares del Ejército de Estonia en octubre de 1938.

Las relaciones entre Finlandia y Estonia se hicieron más cercanas diplomaticamente después de la guerra de Independencia de Estonia en la década de 1920, sin embargo se "enfriaron" tiempo después. Pero las relaciones militares permanecieron estrechas. Desde el punto de vista finlandés, las estrechas relaciones con Estonia no excluían la política de neutralidad escandinava. Las relaciones militares eran información clasificada y los países llevaban a cabo ejercicios militares de manera conjunta. El objetivo principal fue el de evitar que la Flota del Báltico pudiera hacer uso libre de su fuerza en el Golfo de Finlandia en contra de cualquier país. Estonia también pidió garantías de seguridad pública y firmó la Entente báltica en 1934 con Letonia y Lituania.

### Relaciones con Reino Unido y Francia
Tras el colapso del Imperio alemán en noviembre de 1918, los finlandeses buscaron nuevos aliados políticos. El Reino Unido había sido un importante socio comercial de Finlandia desde el siglo XVIII, los finlandeses trabajaron para mejorar las relaciones de los dos países en las siguientes dos décadas. En 1930, Finlandia adquirió buques torpederos Thornycroft del Reino Unido y también se abstuvieron de comprar bombarderos alemanes debido a las protestas británicas, comprando en su lugar modernos Bristol Blenheim, que prestaron servicio, más tarde, de manera exitosa en la Guerra de Invierno.
Las relaciones con Francia fueron importantes tras la Primera Guerra Mundial y en la década de 1920, Francia jugó un papel de liderazgo en las medidas de seguridad europea. En la década de 1930, Francia comenzó a temer el surgimiento de la Alemania nazi e inició un acercamiento con la Unión Soviética, lo cual tensó las relaciones entre Finlandia y Francia. Sin embargo, durante la Guerra de Invierno Francia fue uno de los más importantes proveedores de equipamiento militar.

### Planes de defensa de Finlandia
El plan de operación militar de las Fuerzas Armadas de Finlandia contra la Unión Soviética fue llamado Venäjän keskitys ("Concentración de Rusia"; VK) en la década de 1920. En el último plan de 1934, los finlandeses vieron dos escenarios posibles. En el escenario VK1, los soviéticos se movilizarían a lo largo de su frontera occidental y desplegarían limitadas fuerzas contra Finlandia. En este caso, los finlandeses harían contraataques a través de la frontera. El escenario VK2 preveía una situación mucho más desfavorable para los finlandeses. La principal línea de defensa sería ubicada en el istmo de Carelia, en este caso las fuerzas finlandesas repelerían los ataques soviéticos en posiciones favorables, destruyendo al enemigo gracias a contraataques. En la Guerra de Invierno, el escenario VK2 fue flexible y su base resultó ser correcta, sin embargo los generales finlandeses subestimaron la superioridad numérica del Ejército Rojo.
Finlandia, tras su independencia y especialmente en la década de 1930, tuvo un presupuesto de defensa limitado. Consecuentemente, las Fuerzas Armadas de Finlandia carecían de equipo militar en casi todas las áreas. Gran parte del equipo militar era anticuado e incluso demostró ser poco apropiado para el campo de batalla durante la Guerra de Invierno. Durante esta guerra la situación armamentista mejoró, pero aun así estuvo por detrás del moderno y bien equipado Ejército Rojo.

## Relaciones entre Finlandia y la Unión Soviética

### Relaciones diplomáticas

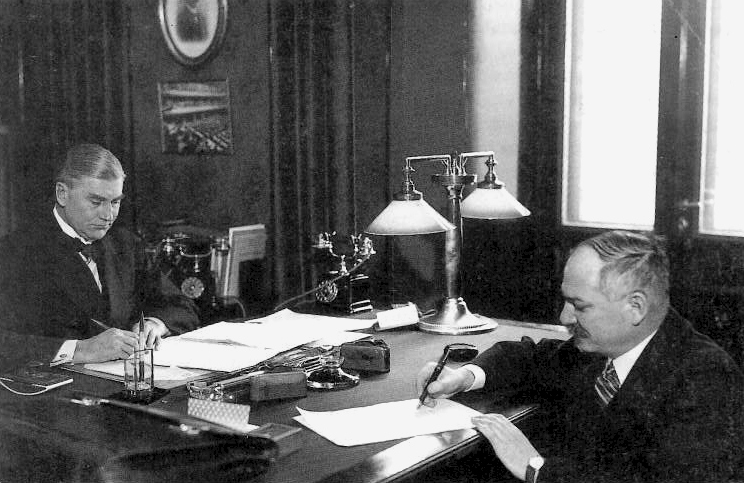
El Pacto de no agresión fino-soviético fue firmado en Helsinki el 21 de enero de 1932. En la izquierda el Ministro de Asuntos Exteriores de Finlandia Aarno Yrjö-Koskinen y en la derecha el Embajador de la Unión Soviética en Helsinki Iván Maiski.

Las relaciones entre la Unión Soviética y Finlandia habían sido tensas. Un legado de los dos periodos de rusificación forzada y del respaldo soviético a la rebelión socialista en Finlandia, así como de las dos incursiones de grupos nacionalistas finlandeses —la expedición de Viena en 1918 y la expedición Aunus en 1919— a la Carelia rusa.
El 14 de octubre de 1920, Finlandia y la Unión Soviética firmaron el Tratado de Tartu, El tratado reafirmó que la frontera entre ambos países sería la antigua frontera entre el Gran Ducado de Finlandia y el Imperio ruso. Además, Finlandia recibió Petsamo, con su puerto en el océano Ártico. El tratado no impidió que el gobierno finlandés permitiera el paso, a través de la frontera, de voluntarios que apoyaban la sublevación de Carelia Oriental en 1921, tampoco expatriaron a los comunistas finlandeses por causar disturbios en Finlandia. En 1923 ambos países firmaron el Acuerdo de Paz Fronterizo, lo cual normalizó la frontera.
En 1928, la Unión Soviética inició la colectivización en Ingria. Durante la colectivización y la limpieza étnica, los soviéticos capturaron, asesinaron y deportaron campesinos de Ingria, provocando críticas generalizadas en los medios de comunicación finlandeses en 1930. Dos años más tarde, el nacionalista Movimiento de Lapua intentó sin éxito derrocar al gobierno finlandés por medio de la Rebelión de Mäntsälä.
Sin embargo, durante los años 30, el ambiente diplomático entre Finlandia y la Unión Soviética mejoró gradualmente. Desde la década de 1920, la Unión Soviética había ofrecido diferentes pactos de no agresión con Finlandia, pero fueron rechazados. Más tarde, la oferta fue renovada como parte de una serie de acuerdos con los países en la frontera occidental de la Unión Soviética. Así, en 1932, la Unión Soviética firmó un pacto de no agresión con Finlandia y lo rectificó en 1934 por diez años.
Sin embargo, las relaciones entre ambos países se mantuvieron en gran medida de minimis. Mientras que el comercio exterior en Finlandia estaba en auge, menos del uno por ciento de él era con la URSS. En 1934, la Unión Soviética se unió a la Sociedad de Naciones y más tarde aceptó otras "fuerzas progresistas" al lado de los partidos comunistas. Este cambio en la actitud soviética, así como la política interna de Finlandia, permitió una breve 	distensión en las relaciones en 1937.

### Stalin y la protección de Leningrado
Tras la guerra civil rusa, Iósif Stalin estaba decepcionado por la incapacidad soviética de fomentar una revolución exitosa en Finlandia. En 1923, Stalin afirmó que el principal peligro para las relaciones era el chovinismo de la Gran Rusia. Inició la korenización, una política de «indigenización» que promovía marcos comunistas para cada nacionalidad. Sin embargo, desde 1937 Stalin alentó el chovinismo ruso, insinuando que los rusos eran superiores política y culturalmente. La Unión Soviética usó el Komintern para proclamar una doctrina, la cual establecía que la burguesía había llegado al fascismo, y que el comunismo era la agencia natural del proletariado. Prácticamente, esto significó que cualquier cosa diferente al comunismo sería considerada antisoviética y fascista. La política exterior soviética era una mezcla entre la ideología de la revolución mundial y las preocupaciones tradicionales de la seguridad rusa.
Durante el estalinismo, la producción agrícola soviética colapsó provocando una hambruna entre 1932 y 1933. Los números oficiales de salida de la producción industrial fueron utilizados como propaganda para representar a la Unión Soviética como un milagro económico. La propaganda soviética también se utilizó en comparaciones transfronterizas con Finlandia, para representar al país como una "camarilla fascista fiera y conservadora". El mariscal finlandés Carl Gustaf Emil Mannerheim y el líder del Partido socialdemócrata de Finlandia Väinö Tanner eran particulares figuras de odio. Stalin ganó poder casi absoluto entre 1935 y 1936, dejando únicamente al ejército como autónomo, sin embargo sus oficiales se convirtieron en el objetivo de purgas durante la yezhóvschina entre 1937 y 1938.
Más tarde en la década de 1930, la URSS estalinista ya no estaba satisfecha con el statu quo en las relaciones con Finlandia. Esto se produjo como resultado de un cambio en la política exterior soviética, que ahora buscaba la recuperación de los territorios de la Rusia Imperial. Los soviéticos consideraban que el viejo imperio había tenido un equilibrio óptimo entre seguridad y territorio, idea basada en el precedente histórico del Tratado de Nystad de 1721, que buscaba proteger San Petersburgo de los suecos. Así, la readquisición de Finlandia protegería a Leningrado del aumento de poder de la Alemania nazi. Mientras que para 1938 Suecia ya no era una amenaza para Rusia, los soviéticos no olvidaban el papel que las Islas Åland, controladas por los finlandeses, habían tenido como base de operaciones de las tropas alemanas durante la guerra civil finlandesa.

## Negociaciones entre Finlandia y la Unión Soviética

### Negociaciones de 1938 a principios de 1939

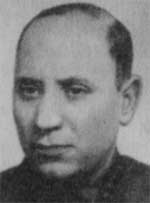
El oficial de la NKVD Borís Yártsev, alias Borís Rybkin, organizó negociaciones secretas con el gobierno de Finlandia en 1938.

En abril de 1938, un diplomático subalterno soviético llamado Borís Yártsev contactó al ministro de Asuntos Exteriores Rudolf Holsti y al primer ministro de Finlandia Aimo Cajander, afirmando que los soviéticos no confiaban en Alemania y era considerada una posible guerra entre ambos países. En dicha guerra, Alemania podría usar a Finlandia como base de operaciones contra la Unión Soviética. El Ejército Rojo no iba a esperar pasivamente detrás de la frontera, sino que «avanzará al encuentro del enemigo». Si Finlandia luchaba en contra de Alemania, entonces la Unión Soviética ofrecería toda la ayuda económica y militar posible. Los soviéticos también aceptarían la fortificación de las Islas Åland, sin embargo demandaba «garantías positivas» en la posición de Finlandia.
Los finlandeses aseguraron a Yártsev que Finlandia se comprometía a una política de neutralidad, y además el país resistiría cualquier intento de incursión armada. Yártsev no estuvo satisfecho con esta respuesta, dada la debilidad militar de Finlandia. Él sugirió que Finlandia podría ceder o arrendar algunas islas del Golfo de Finlandia cercanas a Leningrado, una sugerencia que los finlandeses rechazaron. A mediados de la década de 1930, el embajador soviético en Helsinki, Eric Assmus, y el líder del Partido Comunista Andréi Zhdánov, presentaron propuestas similares.
Las negociaciones continuaron durante el otoño de 1938. Los soviéticos redujeron sus demandas: una operación del Ejército Rojo ya no era una opción, ahora los soviéticos se enfocaban en la protección del Golfo de Finlandia. Los soviéticos querían ser informados de los elementos clave del bloqueo del Golfo de Finlandia y Estonia, el plan militar secreto contra la Flota del Báltico. Además Yártsev sugirió que los finlandeses debían fortificar la isla Gogland, pero los soviéticos se harían cargo de la defensa de la isla. Durante las negociaciones, Rudolf Holsti renunció al cargo de ministro de Relaciones Exteriores, aunque no por motivos relacionados con las negociaciones, su lugar fue ocupado por Eljas Erkko. Holsti era bastante antialemán, así que su renuncia provocó rumores, como por ejemplo que había sido forzado a renunciar por un gobierno finlandés amable y compasivo con los alemanes, sin embargo los rumores fueron rápidamente callados por el gobierno finlandés. Los finlandeses trataron de parecer imparciales, por lo cual el Ministerio de Interior emitió una orden que ilegalizaba el ultraderechista Movimiento Patriótico Popular. La prohibición fue revocada por los tribunales finlandeses por ser inconstitucional. Años más tarde, el ministro Urho Kekkonen, admitió que sólo fue un gesto para insinuar al gobierno ruso que Finlandia no albergaba una quinta columna alemana.
Para el invierno de 1939, los soviéticos redujeron aún más sus demandas y enviaron Borís Shtein a negociar. Shtein y Erkko se reunieron cinco veces. Erkko rechazó las propuestas soviéticas, diciendo que acatarlas significaría el fin de la política de neutralidad de Finlandia, además de disgustar a los alemanes. Cuando el presidente del Consejo de Defensa de Finlandia, Carl Gustaf Emil Mannerheim, fue informado de las negociaciones, opinó que Finlandia debía ceder la isla Gogland porque su defensa, de todos modos, sería imposible durante la guerra, pero sus argumentos no convencieron al gobierno finlandés. El 6 de abril, Stein salió de Helsinki con las manos vacías.
Los finlandeses tenían muchas razones para rechazar las propuestas soviéticas. Finlandia había iniciado negociaciones para una cooperación militar con Suecia, los finlandeses tenían grandes esperanzas en la defensa conjunta sueco-finlandesa de las Åland y no querían poner en peligro esa negociaciones. Además, la violenta colectivización, purgas, farsas judiciales y ejecuciones en la Unión Soviética de Stalin habían dado al país una mala reputación. Asimismo, la mayoría de la directiva comunista finlandesa había sido ejecutada en la Unión Soviética durante la Gran Purga. Por lo tanto, la URSS no parecía ser una parte contratante muy confiable. Los soviéticos enviados a negociar con los finlandeses eran oficialmente de rango relativamente bajo, sin embargo, como Väinö Tanner dijo más tarde, los finlandeses asumieron correctamente que estos representaban a algún órgano de Estado, probablemente la policía secreta soviética, el NKVD.

### Alianza soviético-alemana

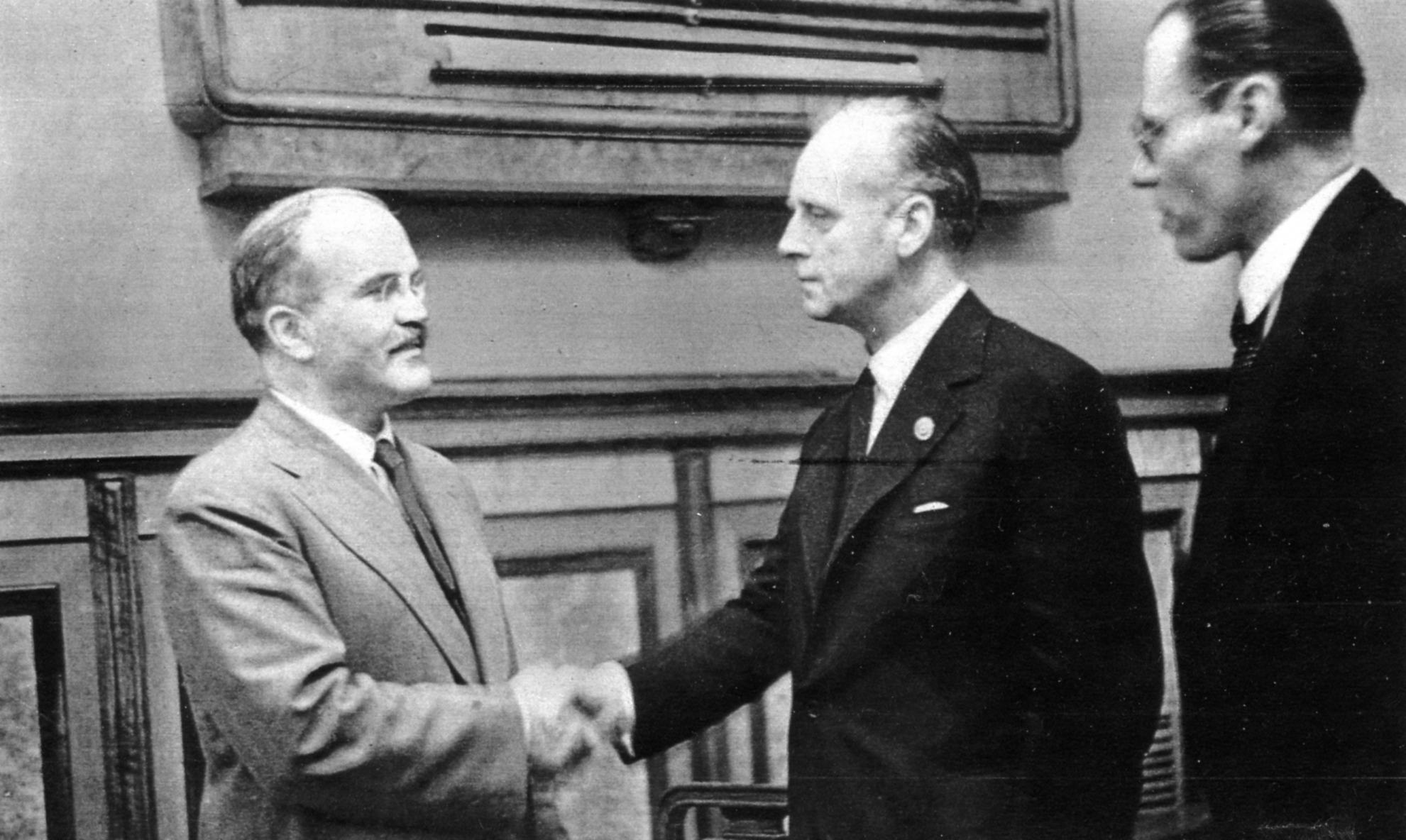
Mólotov y Ribbentrop firmaron el Pacto de no agresión entre Alemania y la URSS en Moscú.

El 23 de agosto de 1939, la Unión Soviética y Alemania firmaron el Pacto Ribbentrop-Mólotov. Nominalmente fue un pacto de no agresión, pero además incluía un protocolo secreto en el cual países independientes como Finlandia, Estonia, Letonia, Lituania, Polonia y Rumania eran divididos en esferas de influencia. Finlandia pertenecía a la esfera soviética.

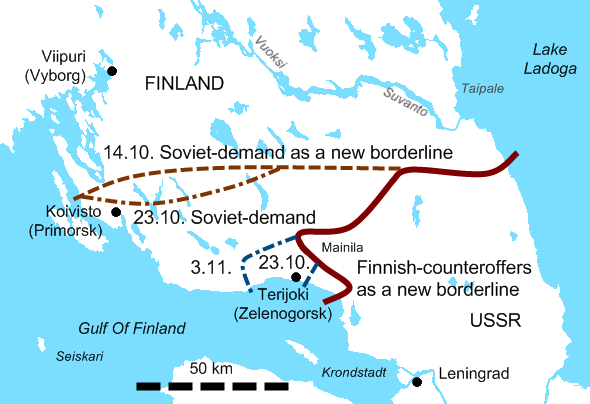
La primera demanda soviética de una nueva frontera fue realizada el 14 de octubre de 1939, los finlandeses realizaron una contraoferta el 23 de octubre. Más tarde, se realizó una nueva propuesta que fue respondida el 3 de noviembre.

En el período inmediato a la firma del pacto, los países escandinavos y Finlandia se sintieron aliviados. Alemanes y soviéticos eran ahora aliados y por lo tanto no había ninguna amenaza alemana contra la Unión. Sin embargo, poco tiempo después, Alemania invadió Polonia, razón por la cual Gran Bretaña y Francia declararon la guerra a Alemania. Inmediatamente después los soviéticos invadieron el este de Polonia, y más tarde pidieron a los países bálticos el permiso para establecer bases militares y el estacionamiento de tropas en su territorio. El gobierno de Estonia aceptó el ultimátum, firmando el correspondiente acuerdo en septiembre, mientras que Letonia y Lituania hicieron lo propio en octubre.

### Demandas soviéticas a finales de 1939
El 5 de octubre, la Unión Soviética invitó a Finlandia a realizar negociaciones en Moscú. El gobierno finlandés no se apresuró a obedecer, al igual que el gobierno de Estonia había hecho antes. A diferencia de los países bálticos, los finlandeses iniciaron una movilización militar gradual bajo la apariencia de "entrenamientos de actualización adicionales". Para las negociaciones, el gobierno finlandés no envió a su ministro de Relaciones Exteriores, en su lugar envió a su embajador en Estocolmo, Juho Kusti Paasikivi. Esto fue realizado con un propósito: limitar sus poderes como negociador. En Moscú, Paasikivi se entrevistó con el ministro de Asuntos Exteriores soviético Viacheslav Mólotov y con Stalin.
Los soviéticos exigieron que la frontera entre la URSS y Finlandia, en el istmo de Carelia se trasladara hacia el oeste hasta un punto a 30 kilómetros al este de Víborg, la segunda mayor ciudad de Finlandia, en la línea entre Primorsk y Jíytola. Asimismo, los finlandeses tendrían que destruir todas las fortificaciones existentes en el istmo de Carelia. Finlandia también debía ceder a la Unión Soviética, las islas de Gogland, Bolshói Tyuters y Koivisto en el Golfo de Finlandia. En el norte, los soviéticos exigieron la península Rybachi. Además, los finlandeses debían arrendar la península de Hanko a los soviéticos por treinta años, además de permitirles establecer una base militar allí. A cambio, la Unión Soviética cedería Repola y Porajärvi, un área dos veces mayor que la exigida a los finlandeses.
La oferta soviética dividió al gobierno finlandés, por un lado el ministro de Relaciones Exteriores Eljas Erkko y el ministro de Defensa Juho Niukkanen la rechazaron, apoyados por el presidente Kyösti Kallio. Por otro lado Paasikivi y Mannerheim, junto con Väinö Tanner – quien más tarde sería nombrado como uno de los negociadores finlandeses - querían que la oferta fuera aceptada.
Los finlandeses confiaban en obtener ayuda militar de Suecia, Eljas Erkko participó en una asamblea con líderes escandinavos en Estocolmo entre el 18 y el 19 de octubre. Allí, Erkko se reunió en privado con el ministro de Exterior sueco Rickard Sandler, quien le aseguró que iba a persuadir al gobierno sueco de ayudar a Finlandia en una posible guerra. Sin embargo, Sandler fracasó en su tarea y renunció a su puesto. Finlandia estaba totalmente aislada por un bloqueo alemán y soviético, en octubre intentó obtener armas y municiones en absoluto secreto, reclutando al distribuidor alemán Josef Veltjens.
El 31 de octubre, Mólotov anunció en público las demandas soviéticas, durante una sesión del Sóviet Supremo. Los finlandeses realizaron dos contraofertas, la primera el 23 de octubre y la segunda el 3 de noviembre. En ambas ofertas Finlandia cedía el área de Terijoki, área mucho menor a la exigida por los soviéticos. La delegación finlandesa regresó a casa el 13 de noviembre, dando por sentado que las negociaciones continuarían en el futuro.

## Comienzo de la guerra

### Preparativos militares
La Unión Soviética inició un intensivo rearme entre 1938 y 1939 cerca de la frontera con Finlandia. Estudiantes finlandeses y voluntarios habían pasado el verano de 1939 mejorando las estructuras defensivas a lo largo del istmo de Carelia. En la parte soviética de la frontera, trabajadores forzados laboraron duro para poder agregar algo de densidad a las poco densas carreteras y a las redes ferroviarias. El verano de 1939 fue una etapa importante para la planificación soviética, mencionan Aleksandr Vasilevski y Kiril Meretskov en sus memorias. El Consejo Supremo de Guerra ordenó al comandante del distrito militar de Leningrado Merestkov crear el anteproyecto de un plan de invasión. El plan fue aprobado en julio. El necesario despliegue de tropas de asalto y los comandos se inició en octubre de 1939, a pesar de que el plan operativo, hecho en septiembre, llamaban a iniciar la invasión en noviembre. Sin embargo, Stalin estaba seguro de que bajo la presión soviética los finlandeses cambiarían de opinión y cederían los territorios demandados.
Los planes de invasión fueron establecidos por el general soviético Borís Sháposhnikov y Aleksandr Vasilevski. El calendario soviético fue clara y rigurosamente definido, con poco o ningún margen de error. La fecha clave fue el 21 de diciembre, el sexagésimo cumpleaños de Stalin. Para ese entonces, la capital finlandesa habría sido «liberada de la opresión fascista». Andréi Zhdánov había encargado una pieza de celebración a Dmitri Shostakóvich, titulada Siete canciones populares de Finlandia, para soprano, tenor y pequeña orquesta que sería interpretada por una banda de música del Ejército Rojo en un desfile en Helsinki.
El 26 de noviembre, los soviéticos realizaron el bombardeo de Mainila, un incidente en el que la artillería soviética bombardeó una zona cercana a la aldea soviética de Mainila y luego anunció que un ataque de artillería finlandesa había matado a soldados soviéticos. La Unión Soviética demandó que los finlandeses se disculparan por el incidente y movieran sus fuerzas a 20-25 kilómetros de la frontera. Los finlandeses negaron cualquier responsabilidad y rechazaron las demandas, además llamaron a la creación de una comisión conjunta para investigar el incidente. La URSS alegó que la respuesta finlandesa había sido hostil y usó eso como excusa para acabar con el pacto de no agresión.

### Ataque del Ejército Rojo

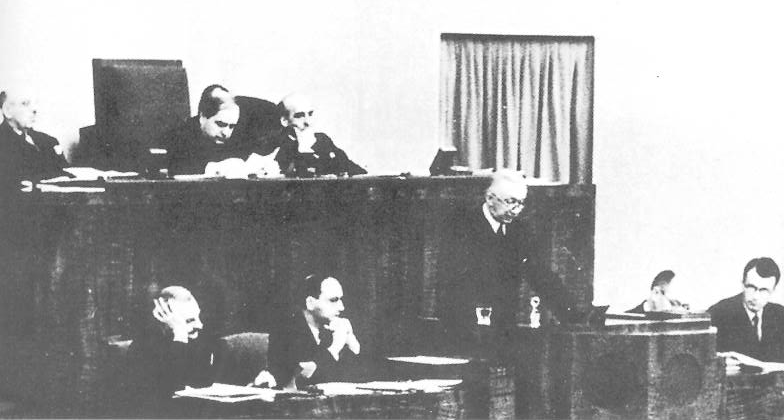
El ministro finlandés Rudolf Holsti dando un discurso en una asamblea general de la Sociedad de Naciones el 11 de diciembre de 1939.

El 30 de noviembre, las fuerzas soviéticas invadieron Finlandia con 27 divisiones, un total de 630.000 hombres, bombardeando barrios de Helsinki y llegando rápidamente a la Línea Mannerheim. El Incidente de Mainila fue el casus belli de la Unión Soviética, ya que se había roto con el pacto de no agresión, el 28 de noviembre. Tiempo atrás, la Alemania nazi había empleado un incidente como excusa para romper con el pacto de no agresión con Polonia. Tiempo después, la Unión Soviética usaría el Incidente Orzeł para cambiar su neutralidad con Estonia.
Más tarde, Paasikivi comentó que el ataque soviético, sin declaración de guerra, violó tres distintos pactos de no agresión: el Tratado de Tartu de 1920, el Pacto de no agresión entre Finlandia y la Unión Soviética firmado en 1932 y de nuevo en 1934 y los Estatutos de la Sociedad de Naciones. La invasión fue considerada como ilegal por parte de la Sociedad de Naciones, por lo cual la URSS fue expulsada de la Sociedad el 14 de diciembre. Tras los ataques soviéticos, Mannerheim fue nombrado Comandante en Jefe de las Fuerzas Armadas de Finlandia. Además se realizaron cambios en el gobierno finlandés, Risto Ryti fue nombrado primer ministro y Väinö Tanner ministro de Asuntos Exteriores.
El 1 de diciembre, la Unión Soviética creó un nuevo gobierno para Finlandia, la República Democrática de Finlandia. Fue un gobierno títere encabezado por Otto Kuusinen, se conocía como el "Gobierno Terijoki", ya que el pueblo de Terijoki fue el primer lugar "liberado" por el Ejército Rojo. El régimen títere no tuvo éxito, por lo cual fue discretamente descartado durante el invierno de 1940. Contrario a las expectativas soviéticas, desde el inicio del conflicto, los finlandeses de la clase trabajadora apoyaron al gobierno legal. Esta unidad nacional contra la invasión soviética más tarde fue llamada «espíritu de la Guerra de Invierno».